# 170

170(백칠십)은 169보다 크고 171보다 작은 자연수다.

## 수학
- 합성수로, 그 약수는 1, 2, 5, 10, 17, 34, 85, 170이다. 진약수의 합은 154이므로, 170은 부족수다.
- 14번째 쐐기수다. 앞의 쐐기수는 165, 다음 쐐기수는 174다.
- {\displaystyle 170=7^{2}+11^{2}}
  - 연속하는 두 소수(素數)의 제곱합으로 나타낼 수 있으며, 이 성질을 지닌 앞의 수는 74, 다음 수는 290이다.
  - 2번째 사촌 소수쌍의 제곱합이다. 이 성질을 지닌 앞의 수는 58, 다음 수는 458이다.
- {\displaystyle 69^{2}-1}은 170으로 나누어떨어진다.
- 정170각형은 작도할 수 있다.

## 과학
- NGC 170: 고래자리에 위치한 렌즈형은하.

## 교통
- 고속도로 및 국도
  - 오토루트 170호선: 프랑스의 고속도로. 오토루트 104호선(프랑스어판)의 지선도로.
  - 일본 170번 국도(일본어판): 오사카부 다카쓰키시에서 이즈미사노시까지 이어지는 일본의 국도.
- 기타 도로
  - 현도 제170호선

## 군사
- U-170(영어판): 제2차 세계 대전에 사용된 나치 독일의 군용 잠수함.

## 문화유산
- 대한민국의 국보 제170호: 백자 청화매조죽문 유개항아리
- 대한민국의 보물 제170호: 화순 쌍봉사 철감선사탑비
- 대한민국의 사적 제170호: 안동 도산서원

## 방송
- 지니 TV의 ONT 채널 번호.
- B tv의 투니버스 채널 번호.
- U+ TV의 토마토집통 채널 번호.
- LG헬로비전의 브레인TV 채널 번호.
- B tv 케이블의 KBS 키즈 채널 번호.

## 기타
- 연도: 170년, 기원전 170년
- 170년대
- 한국십진분류법에서 논리학에 관한 책들이 분류되는 번호.
- 미국의 폴로 랄프 로렌이란 XL 사이즈 키는 170이다.